# Червянка (Иркутская область)
Червянка — село в Чунском районе Иркутской области России. Административный центр Червянского муниципального образования. Находится примерно в 92 км к северу от районного центра.

## Население
| 2002 | 2010 | 2011 | 2012 | 2013 | 2014 | 2015 |
| ---- | ---- | ---- | ---- | ---- | ---- | ---- |
| 310  | ↘261 | →261 | ↘252 | ↘245 | ↗254 | ↘250 |
| 2016 | 2017 |      |      |      |      |      |
| ↗258 | ↘246 |      |      |      |      |      |

По данным Всероссийской переписи, в 2010 году в селе проживал 261 человек (142 мужчины и 119 женщин).